# Bra
|  | Aquest article tracta sobre el municipi italià. Si cerqueu l personatge de Bola de Drac GT, vegeu «Bra (Bola de Drac)». |

Bra és un municipi italià, situat a la regió de Piemont i a la província de Cuneo. L'any 2007 tenia 29.169 habitants.
S'hi elabora un formatge que porta el nom de la ciutat.

## Personatges il·lustres
- Emma Bonino, política
- Giuseppe Benedetto Cottolengo, prevere
- Carlo Petrini "Carlin", gastrònom, fundador del Slow Food.